# Halytch
Halytch (en ukrainien : Галич) ou Galitch (en russe : Галич ; en polonais : Halicz), est une ville de l'oblast d'Ivano-Frankivsk, en Ukraine. Sa population s'élevait à 6 155 habitants en 2021. Le château médiéval de Halytch, résidence des princes de Galicie au sein de la Rus' de Kiev, donna son nom à la région historique de Galicie.

## Géographie
Située dans l'Ukraine occidentale au nord-est des Carpates ukrainiennes, Halytch est arrosée par le Dniestr, La ville se trouve à 23 km au nord d'Ivano-Frankivsk et à 442 km à l'ouest-sud-ouest de Kiev.

## Histoire
Le nom de la ville serait d'origine celte, une trace laissée par les Galice à l'époque romaine. Elle a donné son nom à la région historique de Galicie, aujourd'hui partagée entre l'Ukraine et la Pologne. Déjà au IXe siècle Halytch fut un centre important des Croates blancs. La première mention écrite date de 898 à l'occasion du séjour du prince hongrois Álmos chez un prince de Halytch anonyme lors de la migration des tribus hongroises en Pannonie.
Au Xe siècle déjà, sous le règne du grand-prince Vladimir Ier de Kiev, il y avait ici une colonie des commerçants et artisans. En 1141, le prince Vladimirko unit ses divers territoires au sein d'une seule principauté et a transféré sa résidence à Halytch, d'où vient le nom de Galicie (version latinisée de Halytchyna, qui signifie en ukrainien « la terre de Halytch »). Par la suite, la forteresse fut la capitale de la principauté de Galicie, et après l'union de celle-ci avec la Volhynie (également appelée Lodomérie) sous Roman le Grand, elle devint la capitale de la principauté de Galicie-Volhynie. Au début de l'an 1216, le prince hongrois Coloman, fils d'André II Árpád, a été couronné premier roi de Galicie-Volhynie à Halytch.
Le déclin de Halytch commença au XIIIe siècle avec les invasions mongoles. En 1240, la résidence était pillée et incendiée par les forces de Batu Khan. Sous le règne de Léon Ier, en 1272, le siège des rois de Galicie-Volhynie fut déplacé à Lviv (Léopol).
La dynastie fondée par Roman le Grand s'est éteinte en 1323 et la Galicie échoit à Boleslas de Mazovie, prince polonais de la maison Piast. Après que celui-ci est empoisonné en 1340, le pays connaît une période d'anarchie qui a débouché sur la conquête par le roi Casimir III de Pologne. En 1367, Halytch obtint le privilège urbain selon le droit de Magdebourg. Au XVe siècle, les domaines furent intégrés dans la voïvodie ruthène. En 1621 et à nouveau en 1658, le château fut dévasté par les Tatars.
Lors du premier partage de la Pologne, en 1772, la ville de Halytch ainsi que toute la région furent rattachées à la monarchie de Habsbourg pour former le royaume de Galicie et de Lodomérie.
La ville devint polonaise après la Première Guerre mondiale, puis soviétique après la Seconde Guerre mondiale, et ukrainienne depuis l'indépendance de ce pays.
Les Allemands occupent la ville en juillet 1941. Dans le cadre de la Shoah par balles, ils assassinent les membres de l'importante communauté juive de la ville. Quelque 1 000 Juifs furent tués dans des exécutions de masse et 25-30 noyés dans le fleuve Dniestr.
Malgré son passé prestigieux, Halytch est aujourd'hui une petite ville. Elle a aussi compté des groupes religieux différenciés : Église grecque-catholique ukrainienne, Église catholique romaine en Ukraine, Juifs rabbanites, karaïtes.

## Population
Recensements (*) ou estimations de la population :
| 1959* | 1970* | 1979* | 1989* | 2001* | 2011  |
| ----- | ----- | ----- | ----- | ----- | ----- |
| 4 024 | 4 794 | 5 607 | 6 677 | 6 495 | 6 307 |

| 2012  | 2013  | 2014  | 2015  | 2016  | 2017  |
| ----- | ----- | ----- | ----- | ----- | ----- |
| 6 276 | 6 290 | 6 264 | 6 256 | 6 247 | 6 210 |

| 2021  | - | - | - | - | - |
| ----- | - | - | - | - | - |
| 6 155 | - | - | - | - | - |

## Galerie

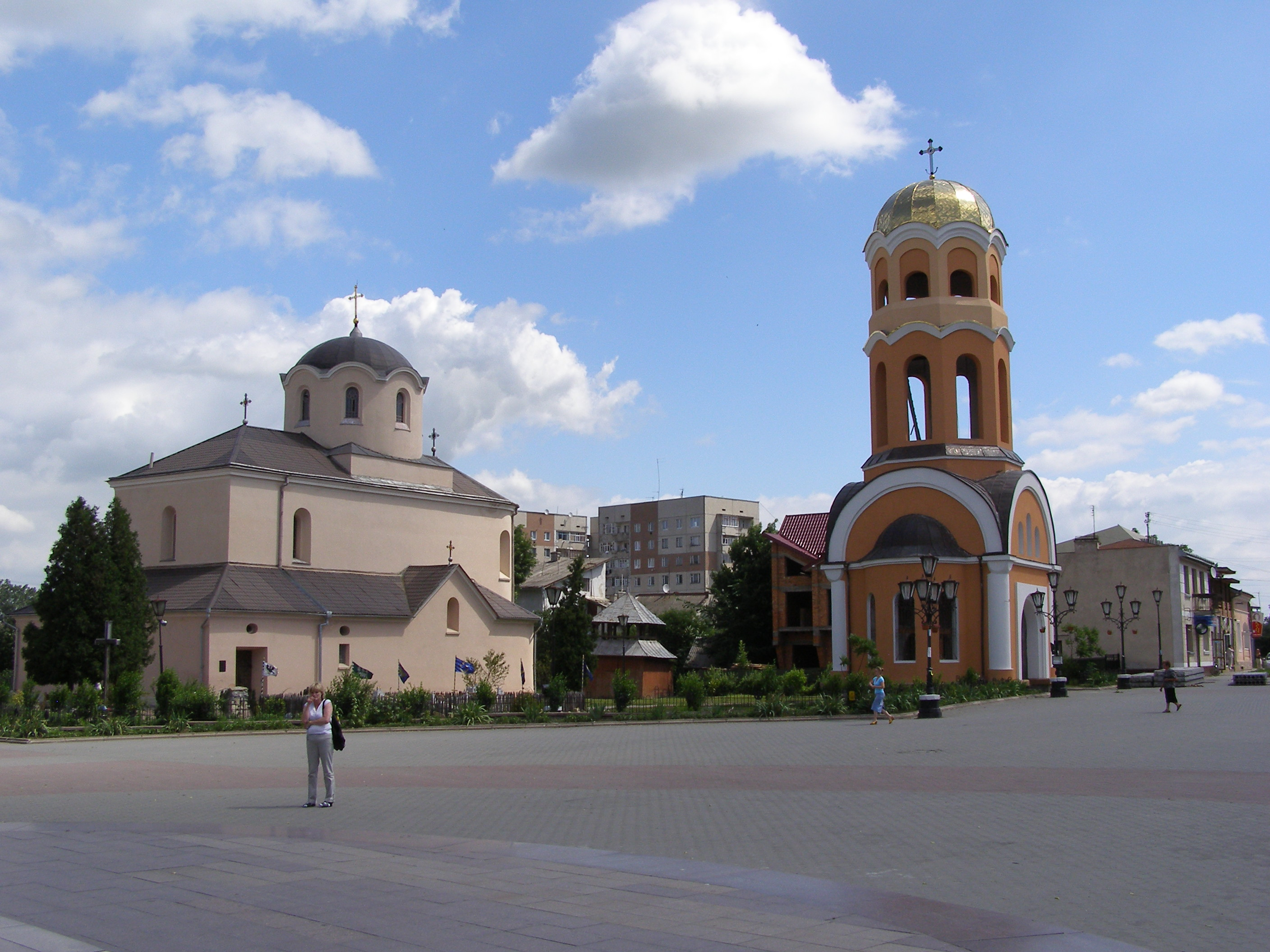
Église de la Nativité et son clocher classés[6];
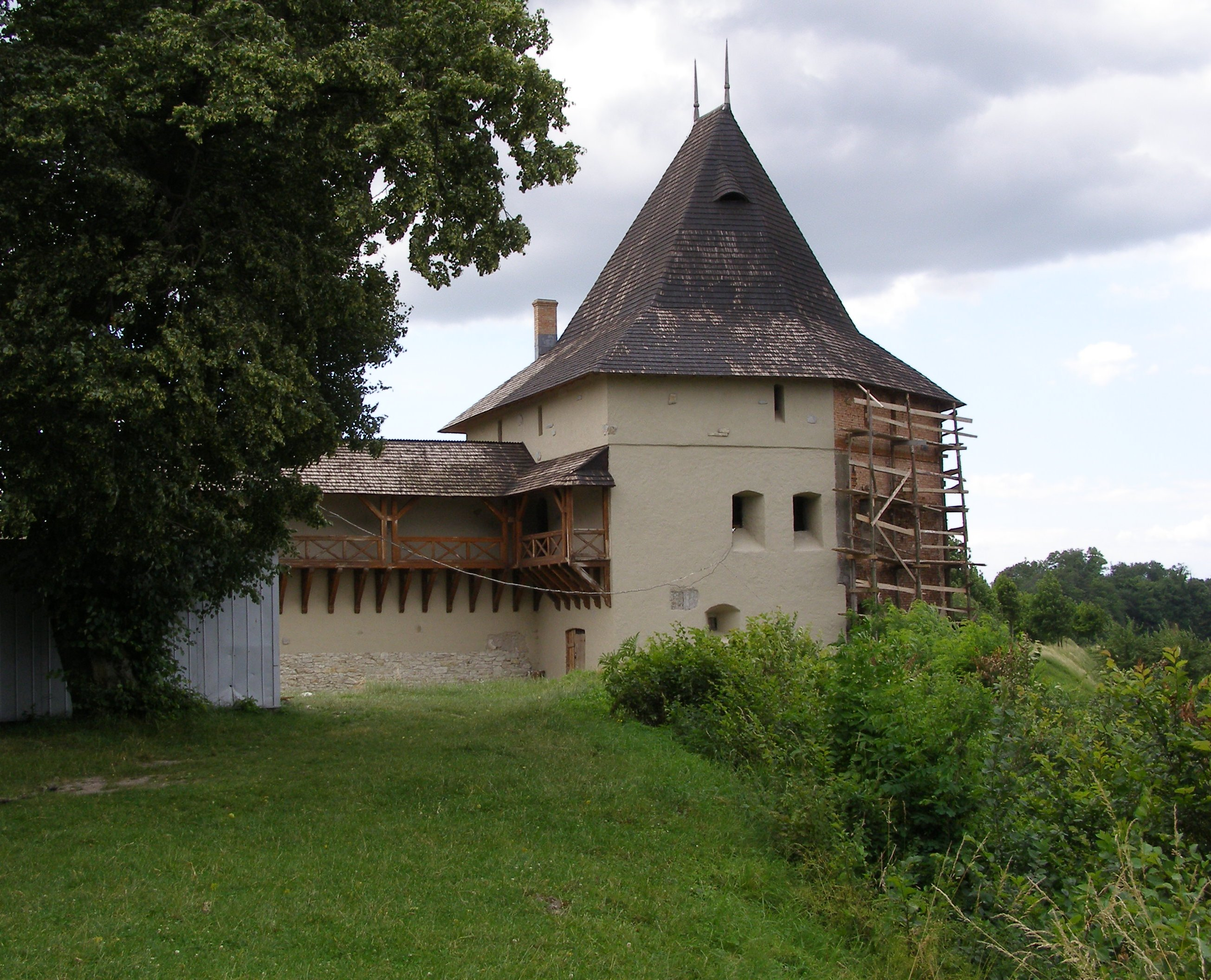
Château de Halytch classés[7] ;
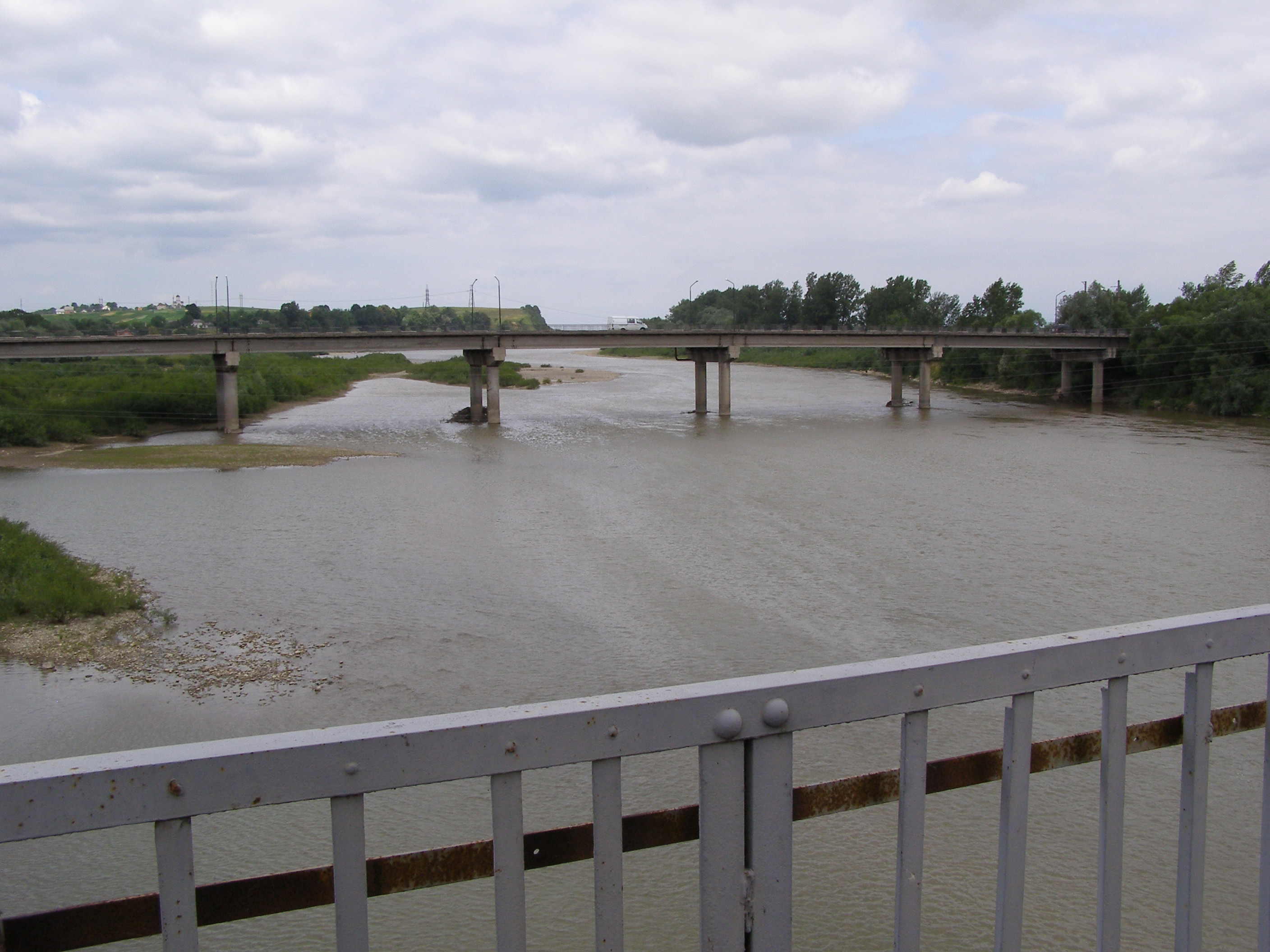
Le Dniestr vu depuis un pont ;
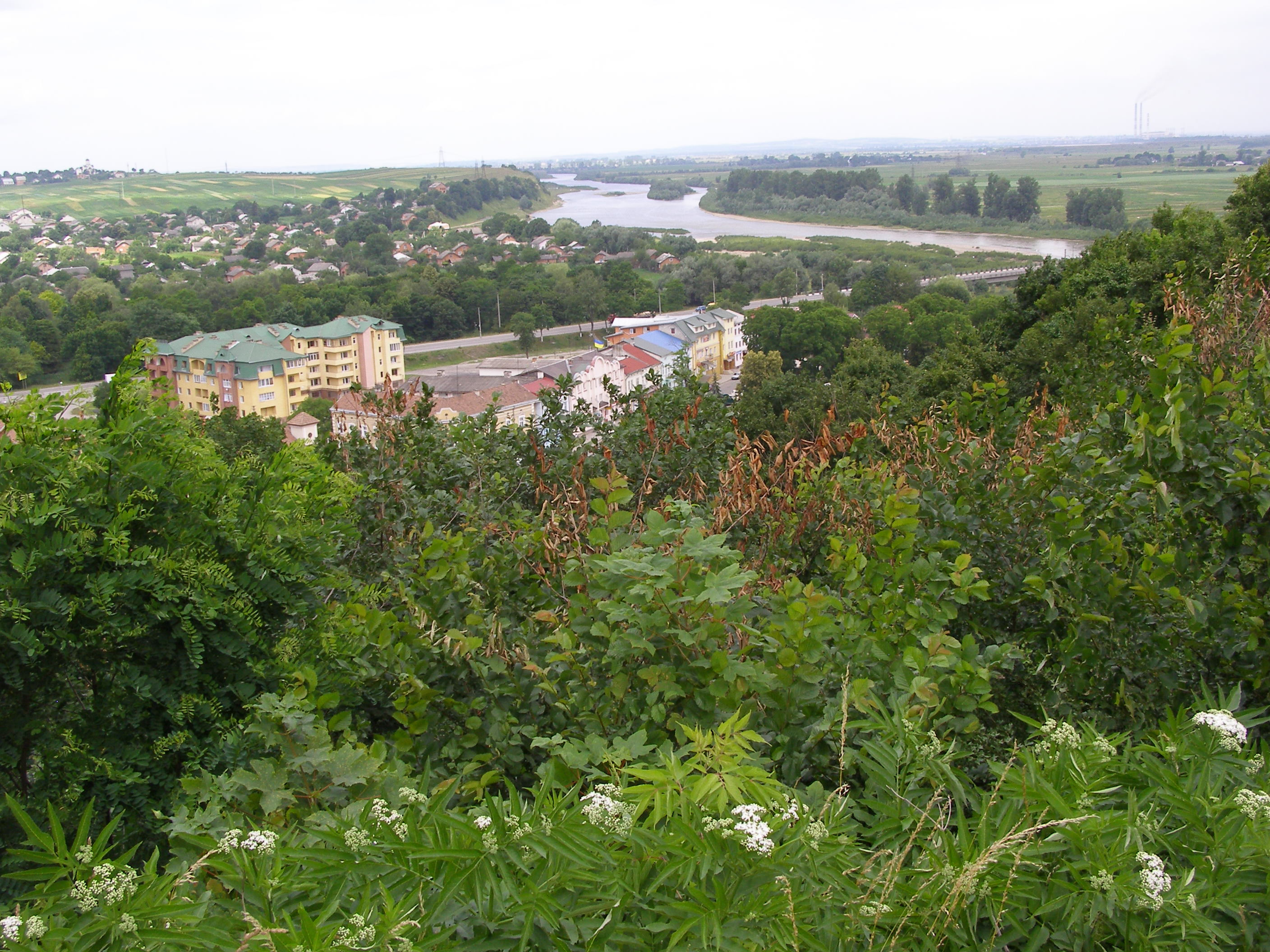
Halytch vu depuis la colline du château ;
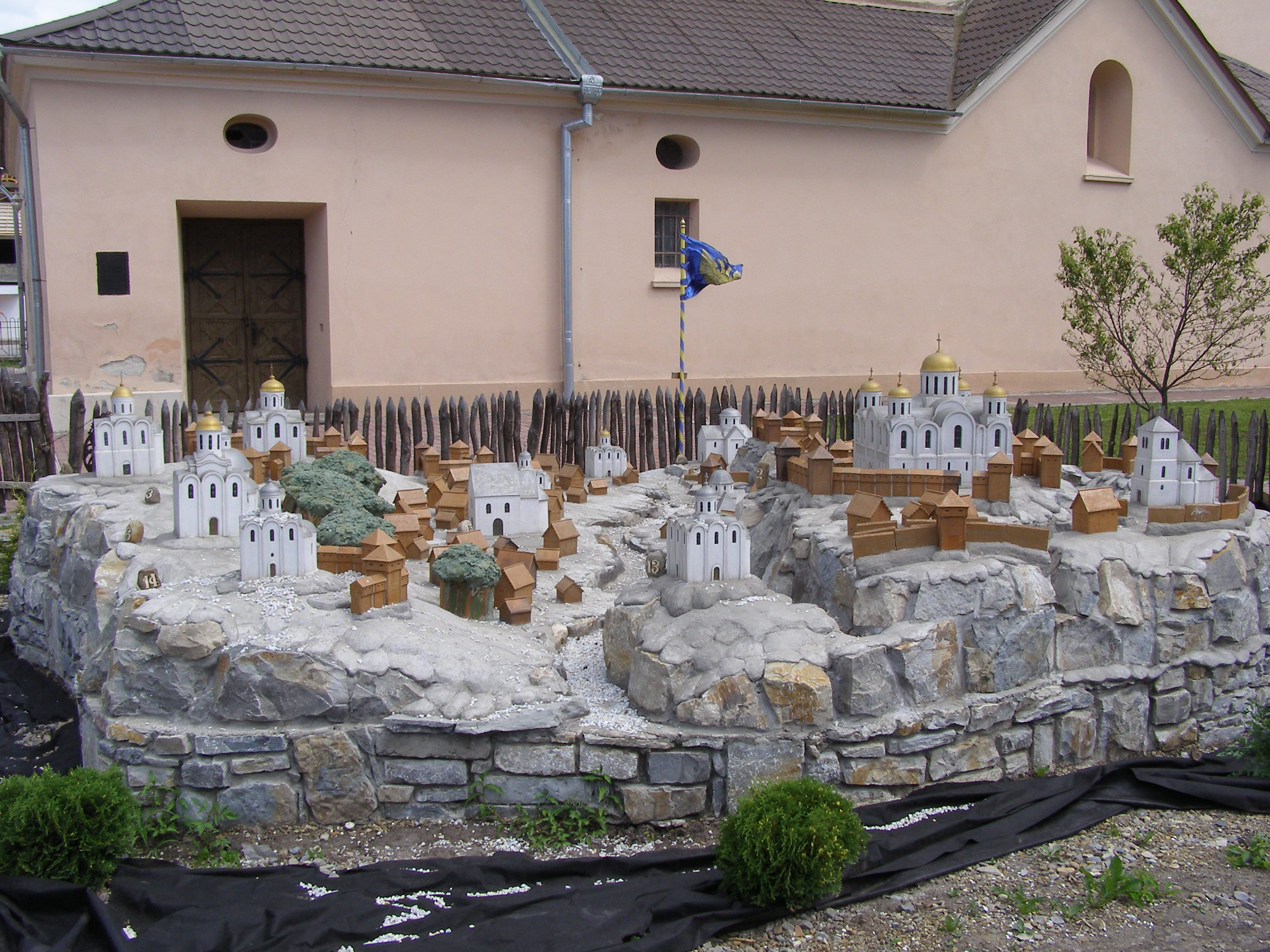
Halytch ;
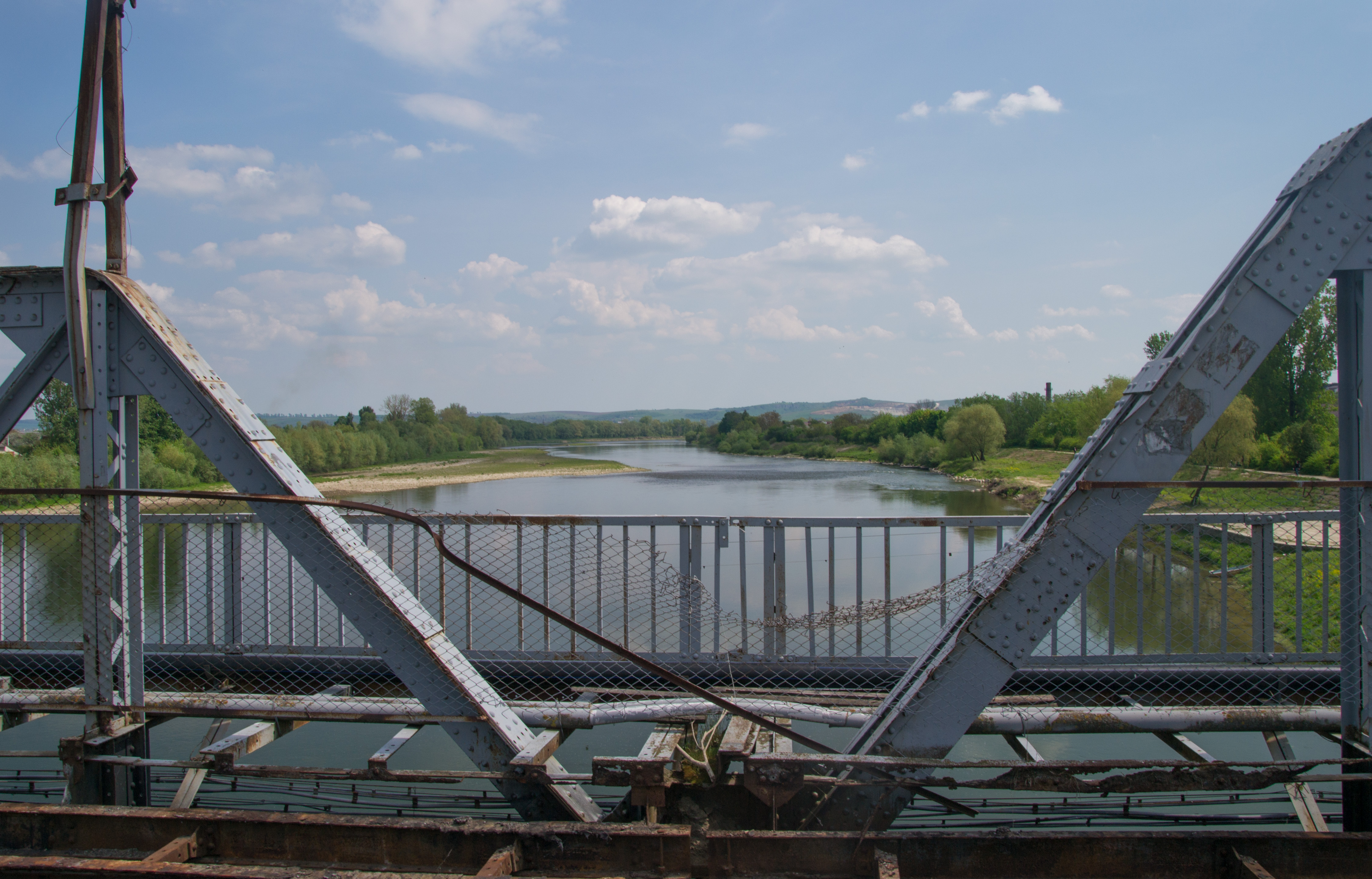
Le Dniestr depuis le pont métallique classé[8];
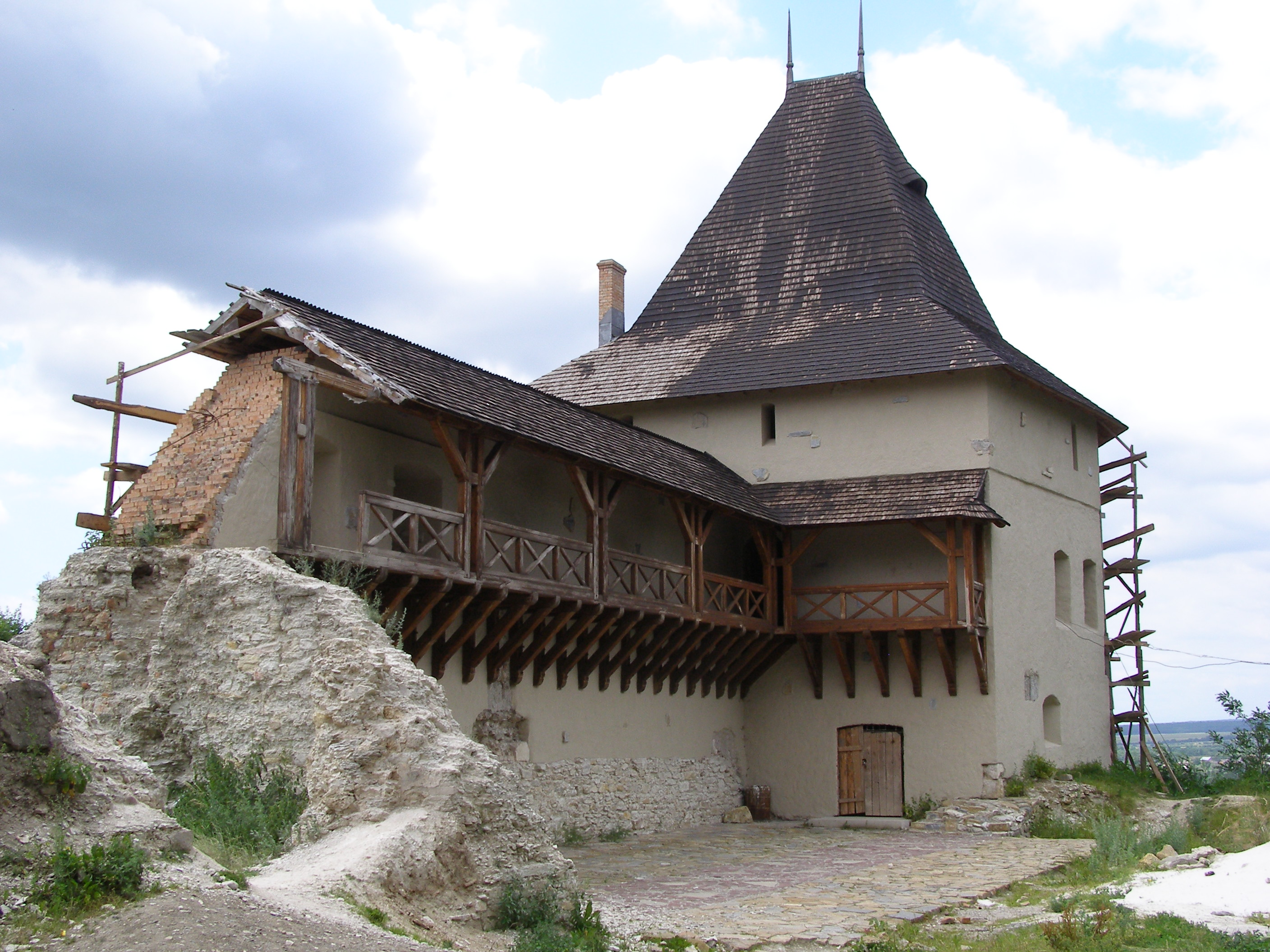
Vieux château de Halytch ;
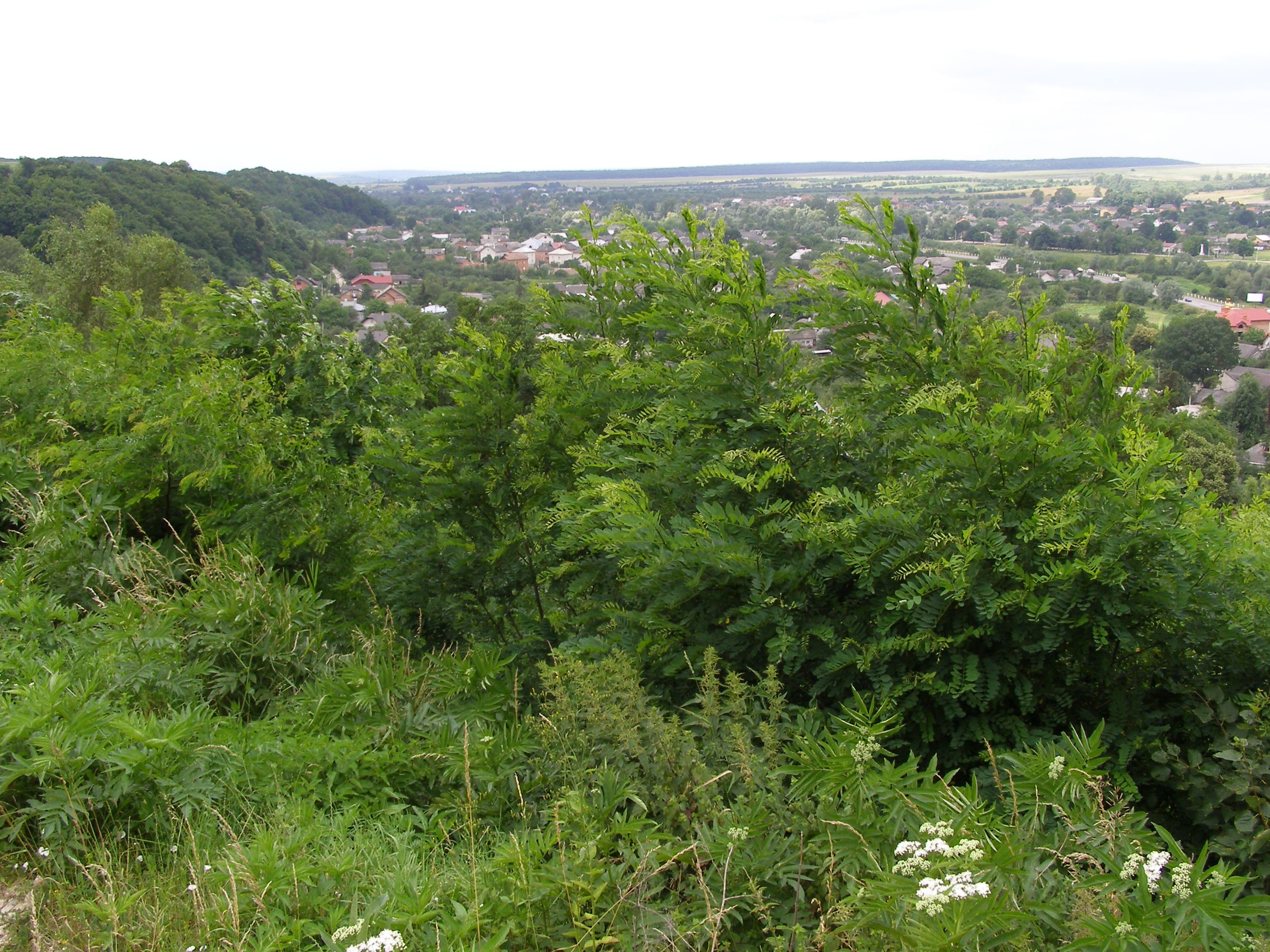
Halytch vu depuis la colline du château ;
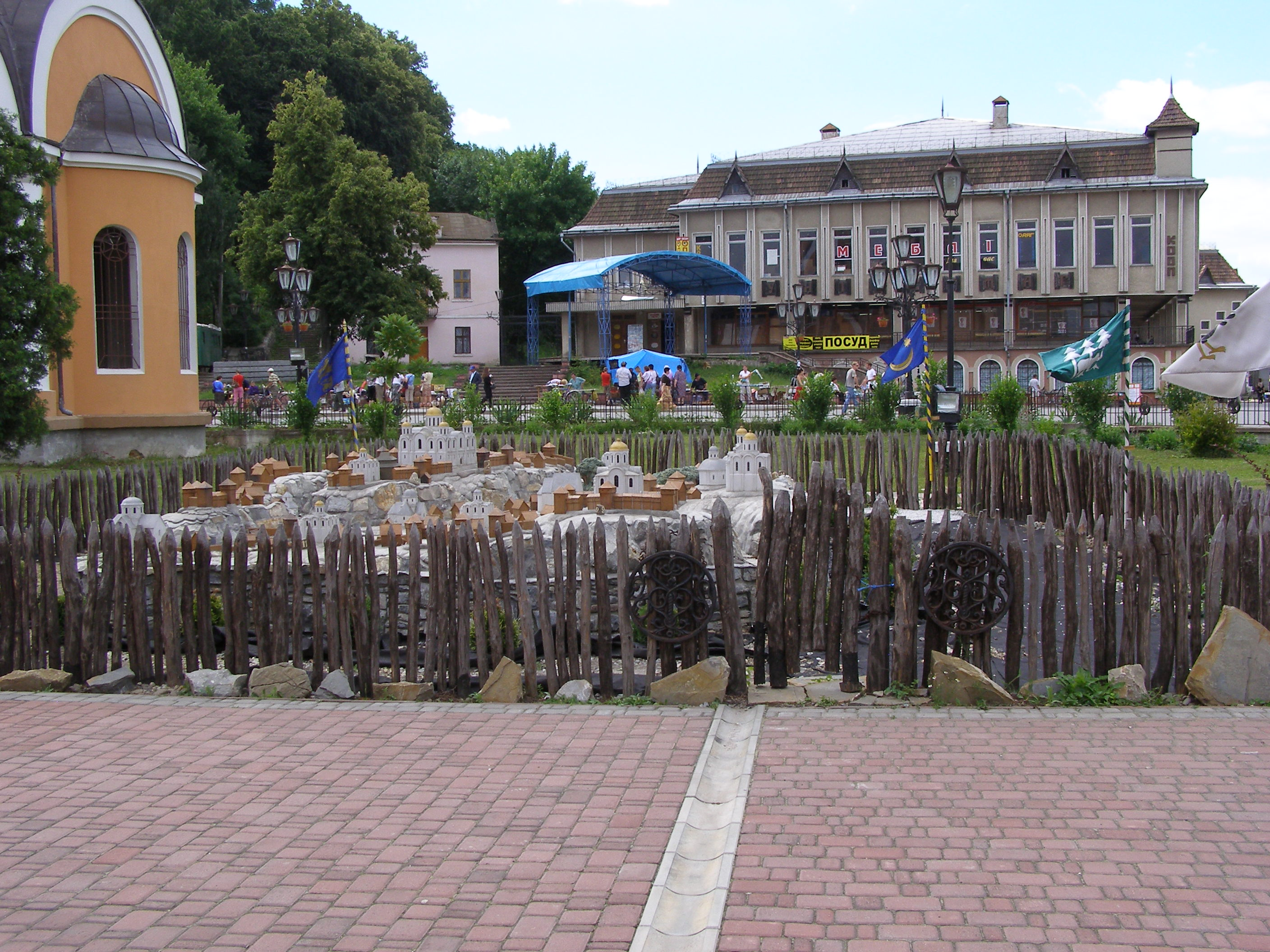
Halytch ;
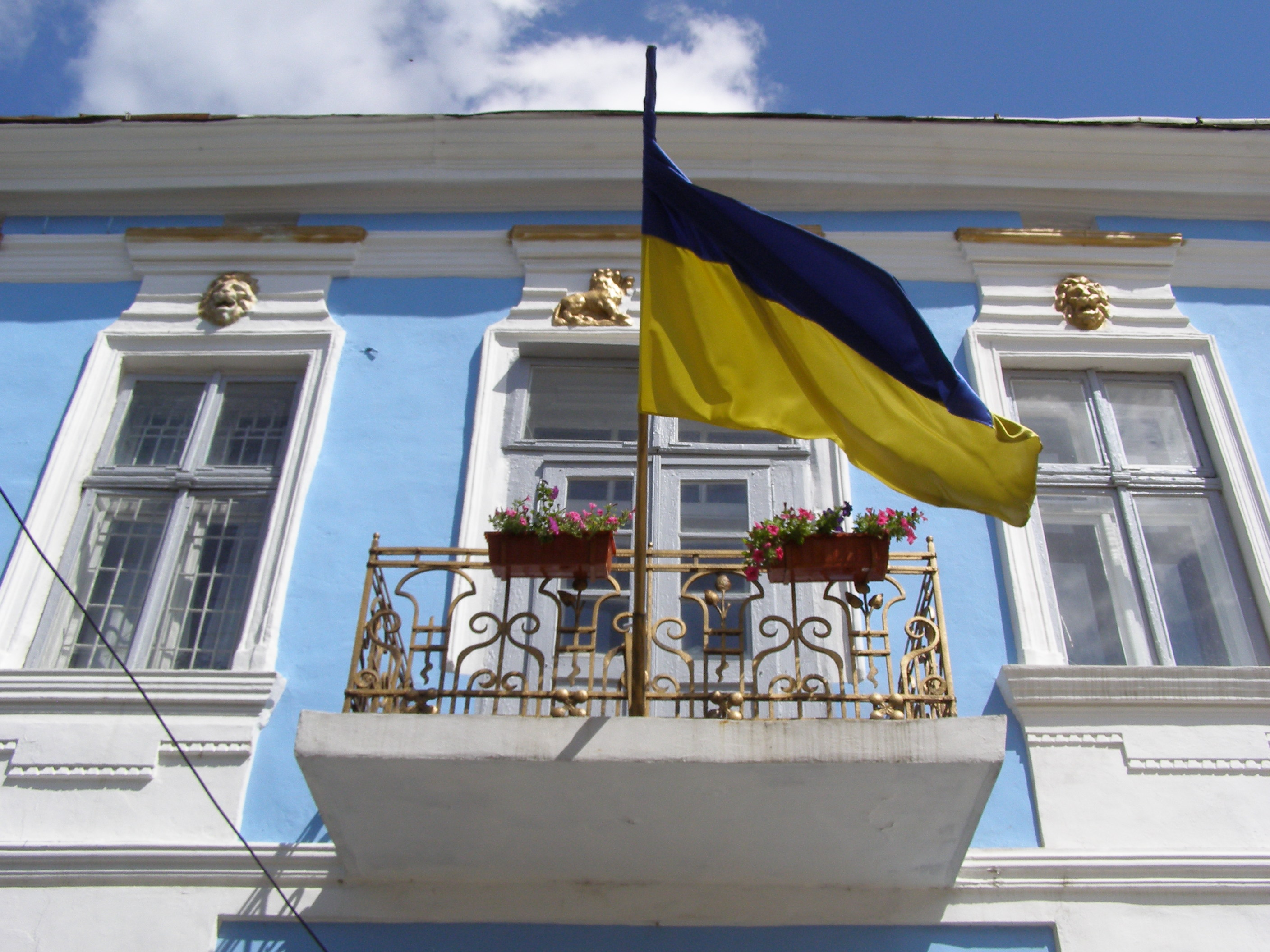
Drapeau ukrainien au balcon d'une vieille maison de Halytch.

## Transports
La gare de Halytch se trouve à 39 km d'Ivano-Frankivsk par le chemin de fer et à 25 km par la route.